# باغچیلیار
باغچیلیار (به لاتین: Bagchilyar) یک منطقهٔ مسکونی در جمهوری آذربایجان است که در شهرستان آستارا واقع شده‌است.